# Madonna delle Lacrime
Madonna delle Lacrime è l'appellativo con cui i cattolici venerano Maria, in seguito a un evento verificatosi a Siracusa nel 1953, dal 29 agosto al 1º settembre: da un'effigie mariana in gesso smaltato è scaturito un liquido che, in seguito alle analisi chimiche effettuate, risultò compatibile con la composizione chimica delle lacrime umane.

## L'evento della lacrimazione

### Il quadretto mariano come dono di nozze

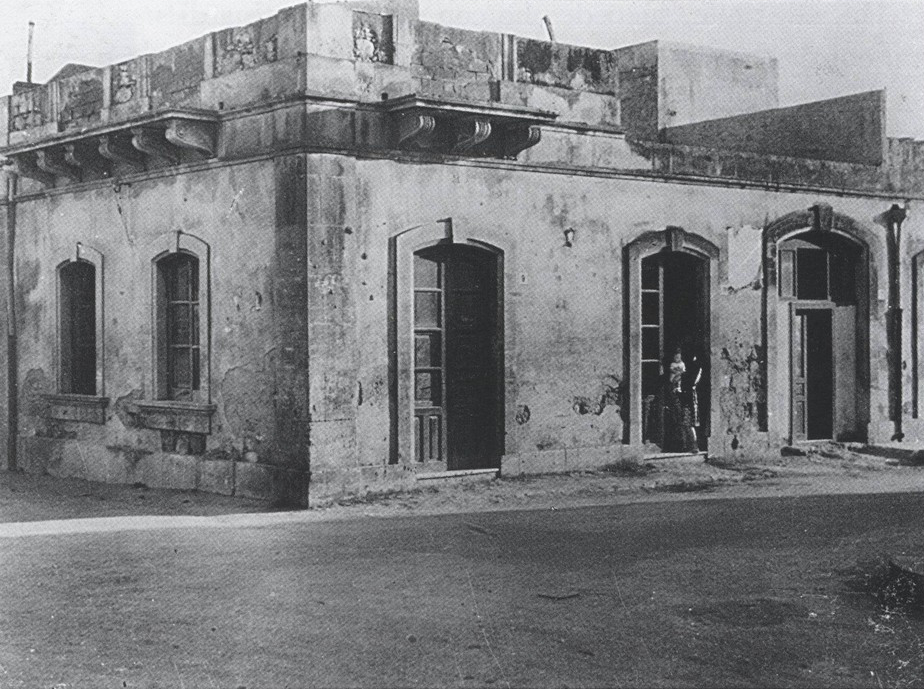
La casa di Via degli Orti di San Giorgio 11 nel 1953

Angelo Iannuso, 27 anni, e Antonina Lucia Giusto, 20 anni, erano coniugi dal 21 marzo del 1953; la giovane coppia abitava a Siracusa, in una piccola casa in via degli Orti di San Giorgio 11, nel quartiere della Borgata, insieme ai cognati Giuseppe e Grazia Iannuso. Come regalo di nozze, la cognata Grazia aveva acquistato un quadretto, detto anche "capezzale" in quanto l'immagine sacra va generalmente a ornare il muro sopra la spalliera del letto. Il quadro, in gesso smaltato verniciato a colori, era unito con viti ad una lastra di vetro opalino nero e raffigurava l'iconografia mariana del Cuore Immacolato di Maria. La donna lo aveva comprato per 2.500 lire presso l'emporio Floresta, situato a Siracusa in via Umberto (odierna Corso Umberto, presso la zona umbertina, che separa la terraferma dall'isola di Ortigia).
La scultura originariamente fu modellata in tre giorni, scolpita dall'artista Amilcare Santini nello stabilimento toscano dell'ILPA (Industrie Lucchesi Plastiche Artistiche), a Bagni di Lucca. Durante il trasporto in Sicilia, nonostante il quadretto fosse stato ben assicurato dalla carta ovattata, l'effigie mariana aveva subito una screpolatura nella forma del naso ed era per questo stata restaurata da uno studente della scuola d'arte di Siracusa, nonché dipendente di Floresta, Francesco Calcinella. Il quadretto era rimasto quindi esposto in quel negozio, insieme ad altra merce, per circa sei mesi.

La folla radunatasi davanti alla casa dove lacrimò l'effige mariana nel 1953

### La lacrimazione dell'effigie mariana

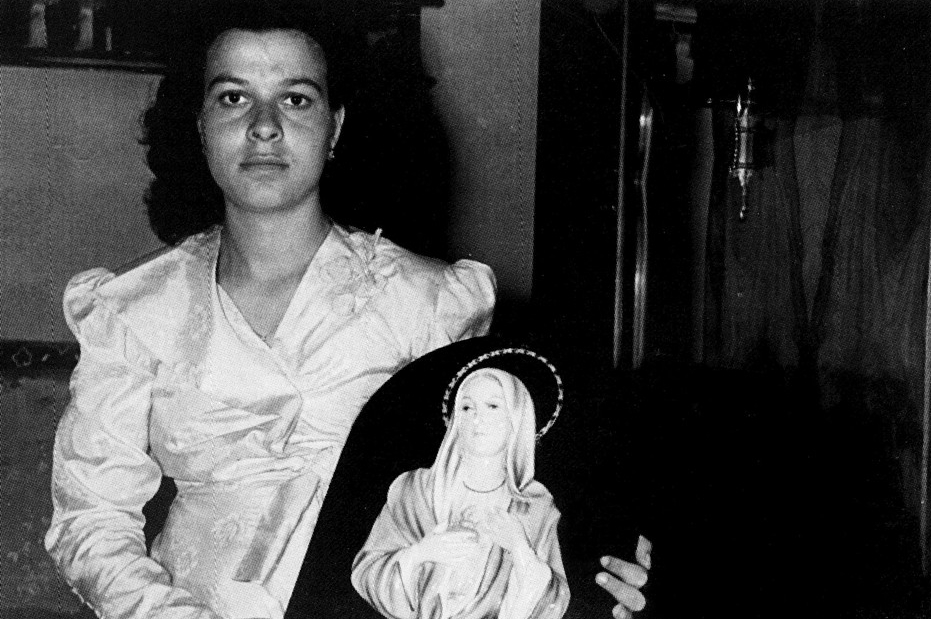
Antonina Giusto tiene in mano il quadretto della Madonna delle Lacrime

Antonina Giusto era in attesa del suo primo figlio (in seguito ne avrebbe avuto altri tre), ma la gravidanza si era rivelata difficile: la ragazza soffriva di tossicosi gravidica (oggi più propriamente denominata preeclampsia), con ricorrenti abbassamenti della vista. Verso le ore 3:00 della notte del 29 agosto, la donna avvertì un attacco epilettico, perse conoscenza e la vista scomparve del tutto, per poi tornare normale alle 8:30 del mattino, quando vide, come avrebbe detto poi, delle lacrime scendere sul viso del quadretto posto a capo del letto.
Stando alle testimonianze della ragazza e dei familiari, Antonina Giusto, in un primo momento, chiamò al suo fianco la cognata Grazia e la zia Antonina Sgarlata, che si trovavano in casa sua per accudirla durante la malattia. La giovane invitò le due familiari a guardare il quadretto dell'effigie mariana poiché questa stava apparentemente lacrimando. Dapprima vi fu incredulità sui loro volti e sostennero che si trattasse di allucinazioni a causa della salute precaria, ma poco dopo, su insistenza della ragazza, le due si avvicinarono al quadretto e notarono anch'esse delle lacrime scendere sulle guance della statua, alcune delle quali finivano per cadere sulla spalliera del letto.

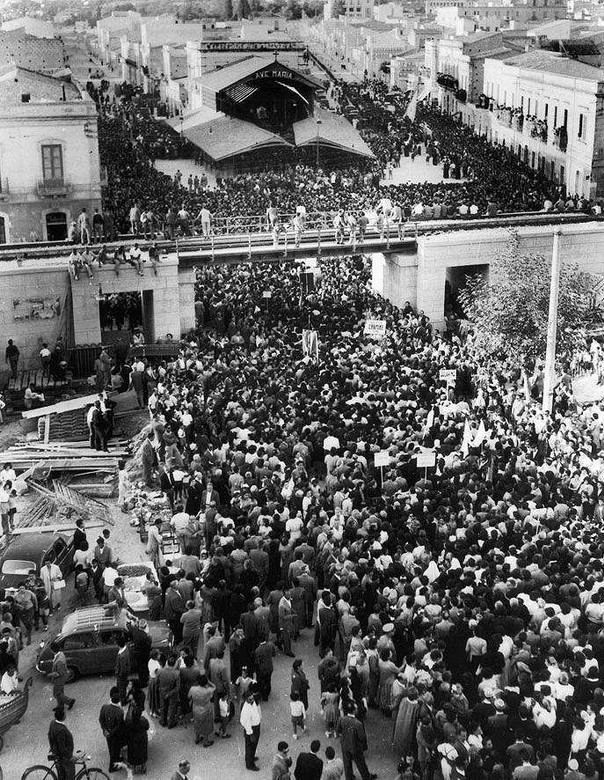
La folla accorsa a vedere l'effigie mariana: il quadretto si trovava in quei frangenti presso piazza Euripide

La notizia si sparse rapidamente e casa Iannuso venne circondata da una grande folla di curiosi cittadini. Giunta la sera, Angelo Iannuso, ignaro di ciò che era accaduto durante il giorno, rientrò nella sua abitazione dal lavoro e, notando la folla antistante la porta di ingresso, subì un leggero svenimento, credendo infatti che fosse successo qualcosa alla moglie malata. Entrato in casa, la moglie lo tranquillizzò, invitandolo ad osservare il quadro della Madonna, che in quel momento non piangeva. Preso dalla curiosità, sgombrata la camera e rimasto solo al suo interno, attese il verificarsi del fenomeno; dopo pochi minuti, nuove lacrime avrebbero solcato il viso dell'effigie mariana.
Il commissario di Polizia, Niccolò Samperisi, non sapendo come disperdere la folla, decise di portare con sé il quadretto mariano in questura, accompagnato dallo stesso Angelo Iannuso. Il quadretto venne restituito alla coppia la notte stessa del 29 agosto e la folla in via degli Orti nei giorni successivi aumentò vertiginosamente.
Il giorno seguente, 30 agosto, la presunta lacrimazione si ripeté e l'effigie mariana fu appesa ad un muretto dell'abitazione per permettere a più persone possibili di osservare il fenomeno, evitando assembramenti all'interno della piccola casa.
Un cineamatore di Siracusa, Nicola Guarino, riuscì a filmare il fenomeno fuori dalla porta di casa Iannuso, documentandolo in circa 300 fotogrammi. Seguirono altri filmati amatoriali che documentarono i giorni della lacrimazione e che vennero conservati presso la curia arcivescovile di Siracusa.
Il 31 agosto il quadro fu nuovamente spostato e posto su un piedistallo presso la casa della famiglia Lucca, antistante quella dei coniugi Iannuso, in quanto un cancello permetteva di separare la gente da esso al fine di proteggerlo.
Il 1º settembre 1953, giorno che si sarebbe rivelato essere l'ultimo giorno della presunta lacrimazione, la curia arcivescovile siracusana nominò una commissione di esperti per dare il via alle indagini ed eventualmente comprovare l'autenticità di quanto stava accadendo.
Dal 29 agosto al 1º settembre 1953, per un totale di quattro giorni, il liquido continuò a fuoriuscire dagli occhi dall'effigie mariana, non senza interruzioni. Fu stabilito che la misteriosa lacrimazione si sarebbe ripetuta per almeno 58 volte.
Il 19 settembre 1953, il quadretto fu trasferito in una struttura allestita presso piazza Euripide (che sorge di fianco a via degli Orti di San Giorgio), per permettere alla folla un maggiore e più sicuro ingresso. Lì, l'effigie mariana fu posta su di una stele in pietra, offerta dal Comune di Siracusa, e vi rimase per 15 anni (dal 1953 al 1968), in attesa della costruzione del santuario ad essa dedicato.

### Le guarigioni fisiche

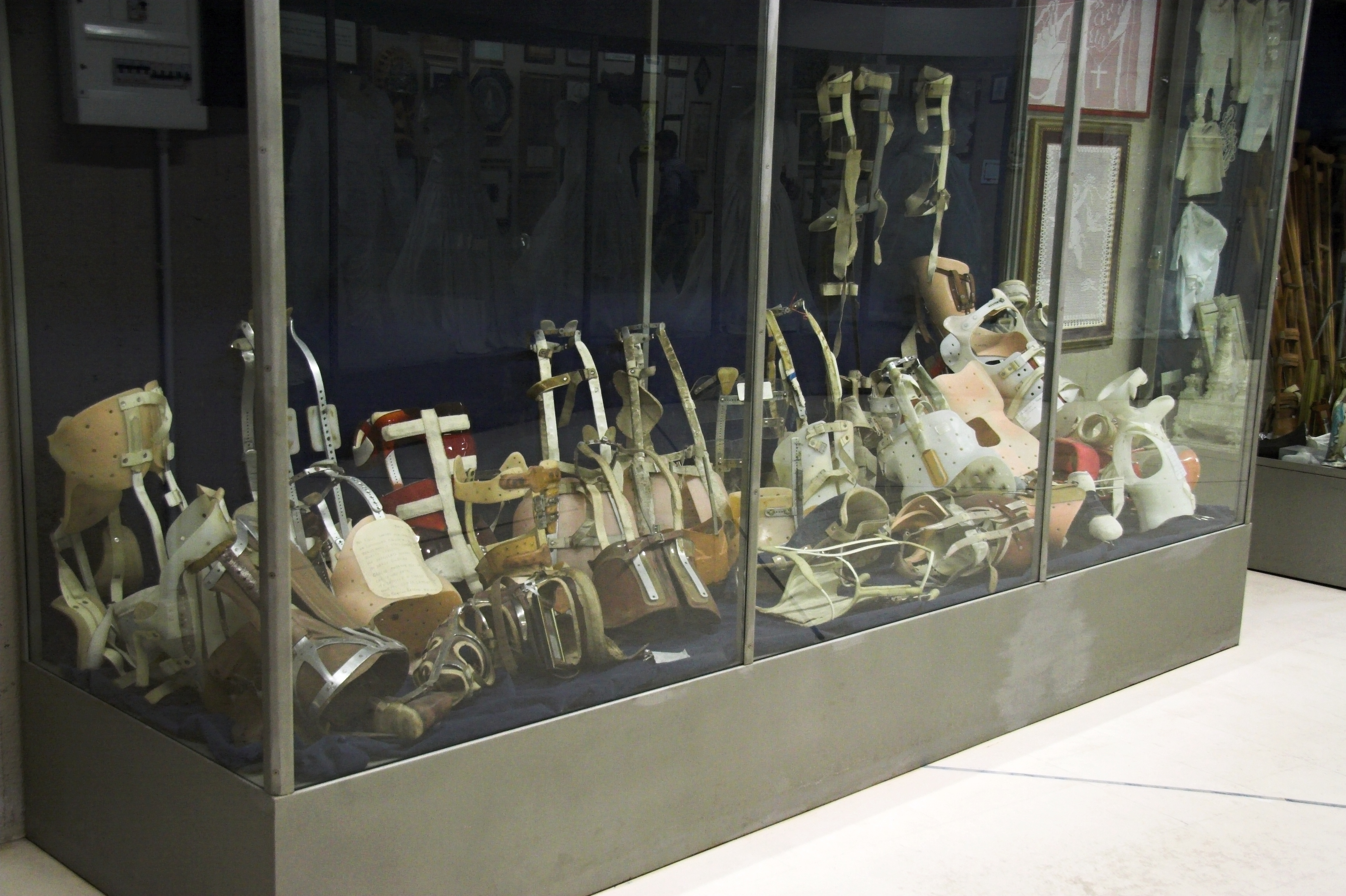
Deposito votivo al museo posto all'interno del santuario mariano di Siracusa

Stando alle numerose testimonianze e ai referti di una commissione medica appositamente istituita, il fenomeno della lacrimazione fu accompagnato dal verificarsi di misteriose o inspiegabili guarigioni fisiche: furono circa 300 quelle ufficialmente riconosciute. La commissione esaminò questi casi dal mese di agosto fino alla metà del mese di novembre del 1953.
Le guarigioni ritenute straordinarie si ebbero principalmente nei giorni della lacrimazione, ovvero quando una numerosissima folla attorniava il quadretto in via degli Orti di San Giorgio. Tuttavia, anche dopo la traslazione dell'effigie mariana in piazza Euripide, la gente continuava a sostenere di aver ricevuto la grazia proprio in quei momenti, a tal punto che la piazza, nei tempi in cui ospitava il quadretto, venne soprannominata «piazza dei pellegrinaggi» e «piazza dei miracoli» (entrambi gli appellativi sarebbero in seguito caduti in disuso). Anche il cotone imbevuto delle lacrime dell'effigie mariana è stato associato alle improvvise guarigioni di pellegrini.
Secondo le testimonianze, tra i primissimi casi di risanamento fisico, oltre a quello di Antonina Giusto, la quale non ebbe ulteriori malanni durante la gravidanza, vi fu quello di Enza Moncada, una bambina di tre anni e mezzo, afflitta da paralisi al braccio destro dall'età di un anno: fu portata il pomeriggio del 5 settembre dinanzi al quadretto mariano, posto sul muretto della famiglia Lucca, e tra la commozione dei presenti cominciò a muovere il braccio fino a poco prima inerte, riuscendo anche a rotearlo.
In seguito, l'altare dell'effigie mariana posta in piazza Euripide si riempì di stampelle, protesi e altri oggetti lasciati dai legittimi proprietari per ringraziamento e a mo' di ex voto. Essi saranno successivamente traslati nell'apposito museo sorto all'interno della cripta del santuario della Madonna delle Lacrime.

## Le analisi scientifiche

### L'analisi medico-scientifica delle lacrime

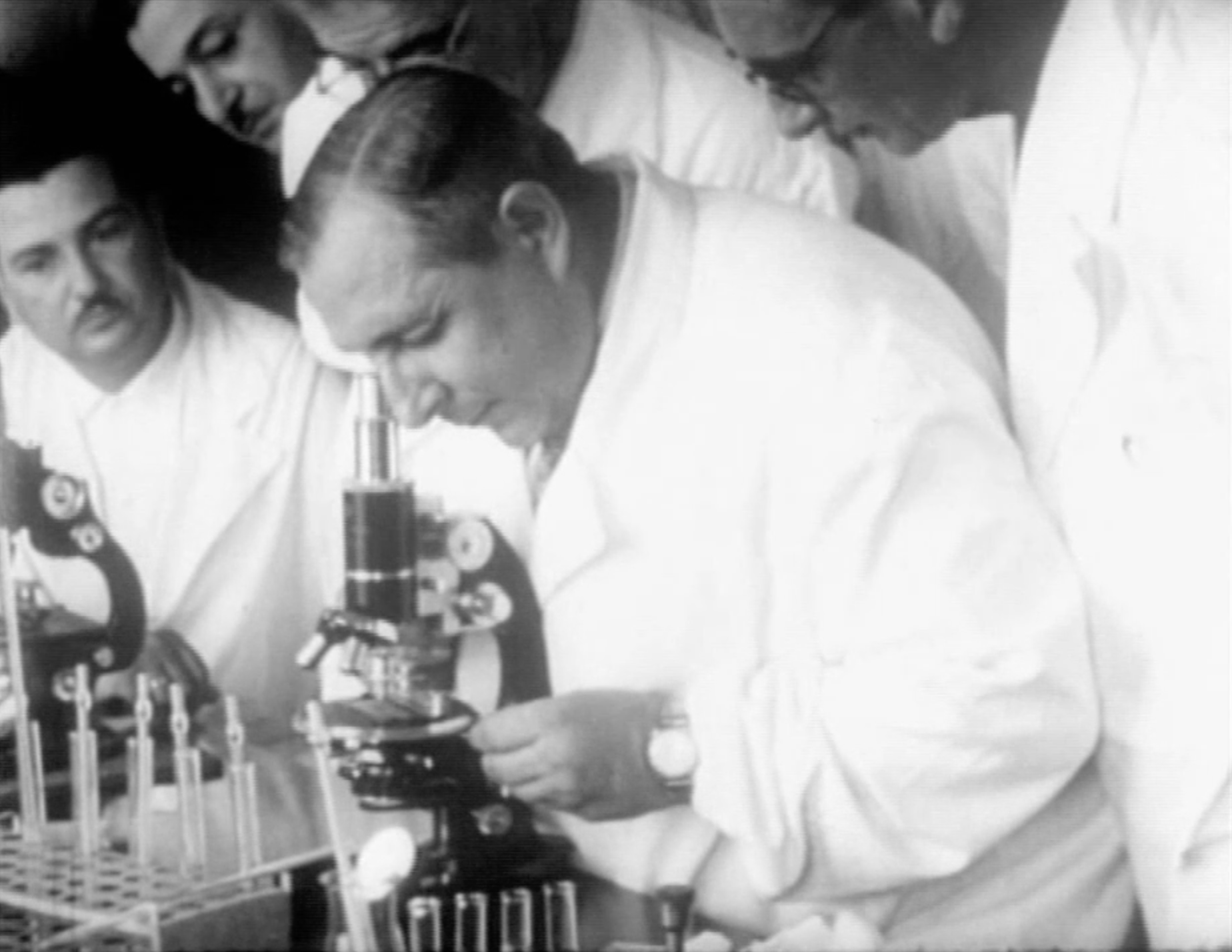
Il dottor Michele Cassola analizza al microscopio le lacrime raccolte dal quadretto mariano

Il 1º settembre 1953, il parroco don Giuseppe Bruno, con il permesso della Curia diocesana, si recò a casa Iannuso, insieme a una commissione medica presieduta dal dottor Michele Cassola, direttore della sezione micrografica nell'Ufficio provinciale d'igiene al Foro siracusano. All'interno dell'abitazione trovò anche alcuni militari e agenti delle forze dell'ordine, tra i quali il tenente colonnello Giovanni Grasso, comandante del Presidio militare di Siracusa.
Dinanzi ai nuovi venuti, Antonina Giusto, che appariva stanca, aveva inizialmente vietato loro l'accesso. Solo dopo aver riconosciuto il parroco Bruno e grazie alle insistenze di quest'ultimo, permise alla commissione di entrare, prese dal cassetto della camera da letto il quadretto con l'effigie mariana, dove era stata riposta e coperta da una tovaglietta bianca, e la poggiò sul materasso. La commissione asciugò tutta l'effigie mediante cotone idrofilo e rimase in attesa di una nuova lacrimazione: questa sarebbe avvenuta, secondo quanto riportato dal parroco, quando erano passate da poco le 11.00, e durò circa 15 minuti. Dopo quest'ultima lacrimazione, il fenomeno non si ripeterà più.
La quantità di liquido prelevata fu all'incirca di un centimetro cubico (poiché non si riuscì a impedire che molte delle lacrime venissero raccolte con del cotone). Si portò il tutto in laboratorio e si procedette a una serie di microreazioni orientative con prove di confronto su acqua distillata, su acqua di fonte e su siero fisiologico (soluzione di cloruro di sodio al 9%). Furono inoltre eseguite alcune reazioni specifiche e fondamentali relative alle ricerche chimico-fisico-biologiche, confrontando il liquido in esame con il secreto lacrimale di un adulto (prelevato al dott. Cassola) e quello di un bambino di due anni e sette mesi. Addizionando al liquido varie sostanze chimiche (come il nitrato di bario, il solfocianuro di potassio e il nitrato di argento) e procedendo ad analisi tramite saggi alla fiamma, furono determinate l'assenza dei solfati, dei carbonati e del ferro e la presenza del sodio e del cloro. Dunque, risultarono assenti sostanze solubili ed elementi di composizione della materia di cui è composto il quadro. Il pH risultò pari a 6,9, conforme a quello del liquido lacrimale dell'adulto e del bambino.
Tramite un'osservazione microscopica, fu evidenziata la presenza di noduli amorfi di aspetto nerastro, evidenziati anche nel secreto lacrimale del dott. Cassola precedentemente prelevato e in quello del bambino sovramenzionato, effettuando le medesime reazioni. Essendo il secreto lacrimale umano costituito da cloruro di sodio, ma anche da piccole particelle di proteine e urati (sostanze analoghe del tipo quaternario), il nitrato di argento dà luogo a formazione di proteinato di argento solubile anche in presenza del cloruro di sodio o di acidi, dando origine a colorazione che va dal giallo tenue al giallo-bruno, ma anche al bruno intenso, in base alla quantità di sostanza proteica presente.
È dunque possibile la presenza di nuclei amorfi che determinano, in presenza di argento, la formazione di un composto di aspetto nerastro come i nuclei riscontrati sia nel liquido in esame, sia nei secreti lacrimali prelevati all'adulto e al bambino. La relazione sottoscritta dai membri della commissione si concluse affermando quanto segue: 
(Siracusa, 9 settembre 1953)
Ciò fu dovuto alla presenza del cloruro di sodio, delle proteine e degli urati, quelle stesse sostanze organiche che si riscontrano nella lacrima umana. Il liquido fu classificato come «lacrime umane». Dopo un attento esame che coinvolse l'intero quadretto mariano, il quale fu smontato e osservato con le lenti di ingrandimento, il fenomeno venne infine dichiarato non spiegato scientificamente.

### L'esame del manufatto
Oltre ad analizzare le lacrime dell'effigie mariana, venne studiato anche il quadretto nel suo insieme. Fu smontato: l'effigie mariana venne staccata dalla cornice di vetro opalino e ne venne osservata la forma, descritta come concava e irregolare, composta da gesso (grezzo all'interno e verniciato con colori vari all'esterno), con uno spessore che non superava i 2 cm. La commissione precisò inoltre che al momento della prova del tatto, il gesso di dietro risultava completamente asciutto, mentre sul davanti l'effigie era bagnata di lacrime, da poco asciugate con del cotone.
Il 14 settembre 1953, giunsero a Siracusa lo scultore dell'effigie mariana, Amilcare Santini, e il proprietario dell'industria nella quale era stata fabbricata, Ulisse Viviani dell'Ilpa di Bagni di Lucca: entrambi testimoniarono che non vi era alcun artefatto nel quadretto spedito in Sicilia, affermando infine che l'immagine era «tale e quale uscita dalla fabbrica», non riscontrando alcuna alterazione o manomissione. I medesimi ritornarono a Siracusa l'8 dicembre successivo per una nuova ispezione: recatisi in piazza Euripide, dichiararono di essere stati loro ad aver realizzato il quadretto lì esposto ai fedeli e, smontata l'effigie dal supporto in vetro, trovarono il gesso asciutto e in perfette condizioni di conservazione.
Tra le deposizioni principali riguardo all'integrità del quadretto, vi fu quella di Roberto Bertin, chimico della statunitense Squibb Corporation, in servizio a Siracusa, il quale, per una casualità, si ritrovò ad accompagnare la commissione medica in casa Iannuso giorno 1 settembre 1953. Qui, pur non facendo parte dei firmatari della relazione, ebbe modo di constatare le fattezze e le peculiarità del manufatto; egli - che aveva avuto altresì modo di intingere nel liquido prelevato dall'effigie un filo di platino per vedere, al becco di Bunsen, se c'era sodio, scoprendone esito positivo - depose le sue impressioni da esperto in chimica dinanzi al tribunale speciale ecclesiastico, in data 2 ottobre 1953. Tra le altre cose, Bertin si soffermò sulla composizione dell'effigie mariana, spiegando, secondo i suoi studi, perché non fosse possibile l'inganno della trasudazione del manufatto:
(Deposizione di Roberto Bertin sul manufatto.)
Anche gli occhi dell'effigie mariana furono attentamente osservati; la commissione medica difatti dichiarò a tal proposito: 
(Siracusa, 9 settembre 1953.)

## Il riconoscimento da parte della Chiesa

### La Chiesa dichiara l'evento miracoloso

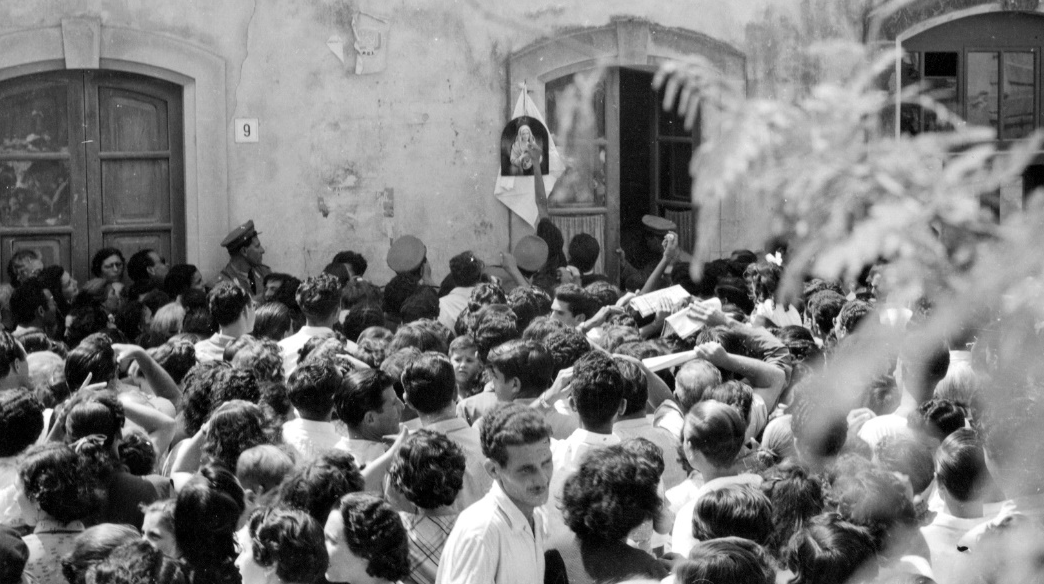
Il quadretto mariano esposto al muro in via degli Orti (di fianco al n. 9), dinanzi alla casa sostano le forze dell'ordine e una folla di persone

L'arcivescovo di Siracusa, Ettore Baranzini, fu cauto nell'approcciarsi all'evento: dopo aver ricevuto giorno 2 settembre un primo responso dalla commissione medica, auspicò ancora cautela, nel mese di ottobre, invitando ad attendere, senza fanatismi, il giudizio che avrebbe dato la Chiesa. In seguito, il 24 novembre, l'arcivescovo si recò in Vaticano per conferire in merito a quanto accaduto nella città siciliana: ebbe in tale occasione un'udienza con papa Pio XII.
Nel frattempo, il 22 settembre dello stesso anno, era stato istituito un tribunale speciale ecclesiastico («Tribunal Metropolitanum Interdiocesanum. Super veritate factorum relate ad imaginem B. M. Virginis [...]»), già operativo il 25 settembre, con il compito specifico di verificare i fatti relativi al quadretto mariano di via degli Orti. Durante il processo, che si svolse in 51 sessioni, furono ascoltati, in totale, 189 testimoni e le loro deposizioni andarono a comporre un volume di 505 pagine.
I risultati emessi da questa istituzione, consentirono a Ettore Baranzini di comporre e inviare una relazione sui fatti sia al Sant'Uffizio romano (ex Santa Inquisizione e attuale Dicastero per la dottrina della fede) e sia ai vescovi di Sicilia.
La relazione fornita dall'arcivescovo comprendeva, oltre alle deposizioni dei testimoni, le analisi mediche del laboratorio, quelle tecniche sul manufatto e le fotografie scattate durante l'evento.

Il cardinale Ernesto Ruffini con papa Pio XII in uno scatto del 1945

Il 12 dicembre 1953, l'episcopato della Sicilia, presieduto dal cardinale Ernesto Ruffini, arcivescovo metropolita di Palermo, e riunito in quei giorni a Bagheria, nel comune panormita, dichiarò miracolosa la lacrimazione dell'effigie mariana:
(Ernesto Ruffini, Palermo, 12 dicembre 1953. Comunicato ufficiale dei Vescovi della Sicilia a riguardo della Madonna delle Lacrime.)
Nel medesimo comunicato, i vescovi riuniti dichiararono l'auspicata sollecitazione per la costruzione di un santuario che avrebbe dovuto perpetrare la memoria di questo evento definito prodigioso.
A seguito del giudizio emesso dell'episcopato di Sicilia, l'anno seguente, esattamente dieci mesi dopo, il 17 ottobre 1954, papa Pio XII, in occasione del convegno mariano di Sicilia - tenutosi poco prima della fine del 1º Anno mariano della Chiesa universale e prima dell'inizio del 2° Congresso mariologico internazionale di Roma - dedicò un lungo passaggio a quanto era accaduto a Siracusa quei giorni d'estate del 1953: egli esordì dicendo che nonostante la Chiesa romana non si fosse ancora pronunciata nel dare un giudizio sulle lacrime del quadretto mariano, essa accolse comunque con viva commozione la dichiarazione unanime che era stata invece elargita dai vescovi siciliani.
(Tratto dal radiomessaggio di papa Pio XII al convegno mariano di Sicilia, 17 ottobre 1954.)

## Scetticismo sulla veridicità della lacrimazione
L'evento della lacrimazione avvenuta a Siracusa portò, sia nell'immediato sia in seguito, al sorgere di numerose critiche riguardo alla sua effettiva veridicità. In particolare, l'evento attirò l'attenzione del CICAP (Comitato italiano per il controllo delle affermazioni sul paranormale), tramite la figura del suo responsabile delle sperimentazioni, Luigi Garlaschelli, il quale, nel 1995, volle cimentarsi in quella che, secondo la sua tesi, era l'esatta riproduzione del prodigio di Siracusa, occorso oltre quarant'anni prima.
Anzitutto, il chimico del CICAP si dotò di una statuina di gesso porosa, già smaltata all'esterno con una vernice impermeabile, e dopodiché la immerse a lungo in un liquido ottenuto con della soluzione salina, in modo da farglielo assorbire; è stato scritto che la statuina avrebbe potuto anche essere immersa all'interno di un contenitore riempito con delle vere lacrime umane, in quantità tale da impregnarla oppure, non volendola immergere, un'alternativa sarebbe stata quella del ritocco interno alla statuina: essa, se vuota al suo interno, poteva essere imbevuta di soluzione salina.
Una volta fuori dal contenitore con il liquido e asciugata, la statuina era perfettamente normale, poiché la vernice impermeabile impediva la sua trasudazione. Infine, Garlaschelli praticò due piccoli graffi o tagli vicino agli occhi, permettendo così la fuoriuscita del liquido precedentemente immesso.

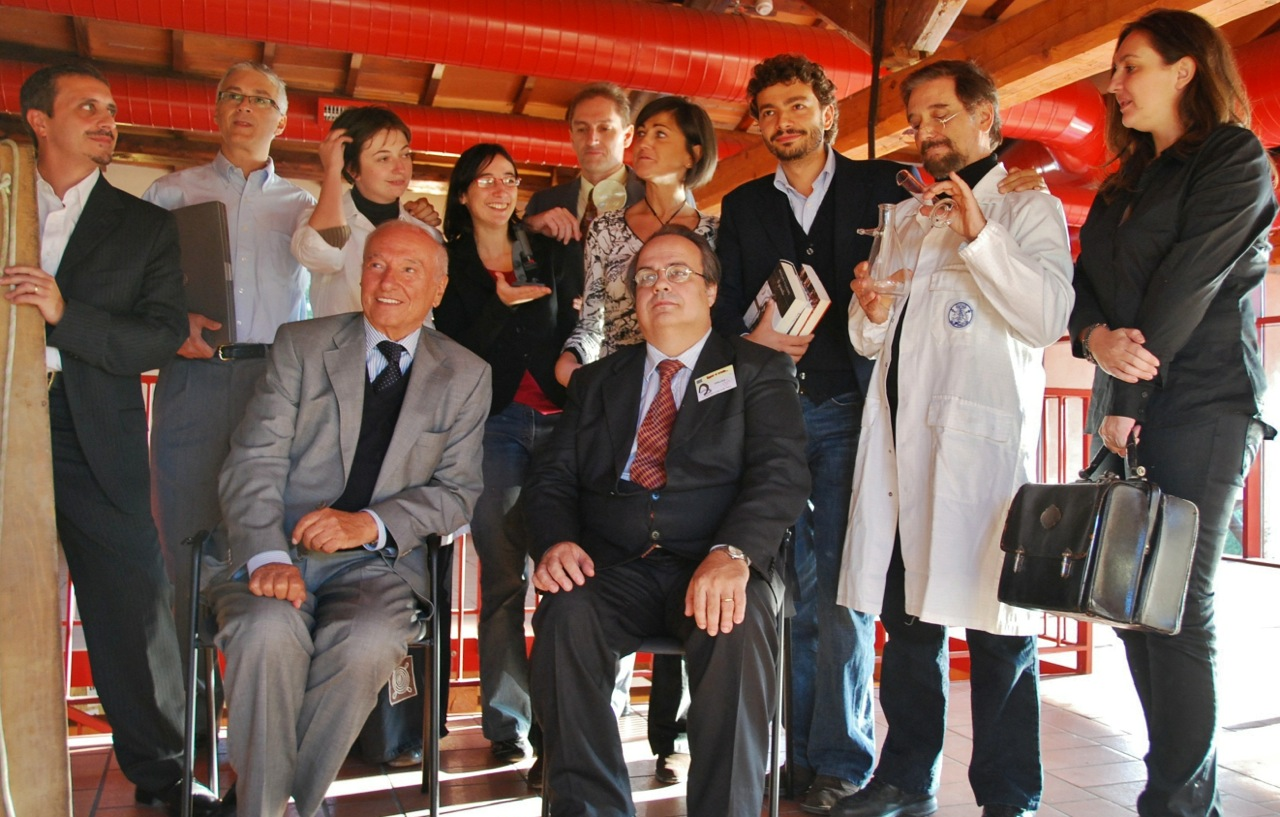
I membri del CICAP in una foto del 2 novembre 2014: sulla destra, in camice bianco, Luigi Garlaschelli

Per validare ulteriormente la soluzione sperimentata dal proprio membro, il CICAP riuscì, sempre negli anni '90, a rintracciare quella che era un'esatta copia della statuina che la ditta toscana aveva fabbricato nei lontani anni '50, affermando inoltre che pure il fabbricatore fosse il medesimo. A questo punto, constatato che questa copia aveva una cavità dietro la testa e che inoltre fosse composta di gesso e smaltata, la disse perfetta per mettere in atto un trucco come quello mostrato da Luigi Garlaschelli.
Altre obiezioni rilevanti sollevate da Garlaschelli, stavolta rese note nel 2013, hanno riguardato la validità degli esami scientifici che i medici nel 1953 attuarono sulle lacrime del quadretto mariano e la prova multimediale mostrata al pubblico: riguardo al primo punto, Garlaschelli ha sostenuto che le proteine ritrovate nel liquido dell'effigie di gesso, le quali fanno la differenza tra una semplice soluzione salina e il secreto lacrimale umano, possano essere finite lì per sbaglio: magari chi manomise la statuina utilizzò dell'acqua fisiologica entrata in contatto con della sporcizia, della colla, del sangue o dell'urina, che alterarono i risultati. Inoltre, secondo l'esperto del CICAP, gli esami che si effettuano odiernamente per identificare le lacrime umane comprendono la ricerca di particolari proteine che, ha affermato, forse non erano nemmeno note nel 1953.
Sul secondo punto, invece, il ricercatore ha sostenuto che la sequenza video mostrata al pubblico della lacrimazione è effettivamente troppo breve, non essendo infatti visibile il momento in cui comincia il pianto né quello in cui termina. Si ha invece la sensazione che il fotogramma si ripeta più volte, mostrando in sostanza una stessa lacrima che scende sulla guancia sinistra dell'effigie mariana, mentre l'altra rimane vicino la palpebra dell'occhio destro. Egli avrebbe quindi desiderato entrare in possesso dei filmati originali per avere ulteriori delucidazioni.
Lo scrittore Maurizio Magnani, nel suo libro Spiegare i miracoli, nel 2005 ha invece sottolineato come a Siracusa mancarono le più elementari misure cautelative nei riguardi del quadretto che lacrimava: esso non fu posto in una teca sigillata, in cui sarebbe stato ben visibile ma non manipolabile. Egli arriva quindi a dubitare di chi sia l'autore del video multimediale che mostra parte di una delle lacrimazioni, sospettando se questi fosse un complice della manomissione. Magnani ha sottolineato altresì di non credere che sia possibile ricostruire l'esatta cronologia degli eventi e il loro vero sviluppo, in quanto troppo manipolati. Inoltre, nonostante i risultati delle analisi scientifiche sul liquido siano consultabili, lo scrittore nel suo testo afferma di non aver mai potuto sapere come esse si svolsero e quali sostanze vennero trovate per giungere alla conclusione che si trattasse di secreto lacrimale.
Sempre nel testo di Magnani, viene citato un articolo di Viviano Domenici, antropologo ed editore del Corriere della Sera, il quale, riferendosi palesemente ai fatti di Siracusa, nel 1987 scriveva:
Viviano Domenici faceva riferimento a un altro esperimento, risalente al 1987: ancora prima di Garlaschelli, fu il dottore statunitense Shawn Carlson, fisico di professione e illusionista per hobby, che volle dimostrare come fosse semplice far lacrimare degli oggetti; egli si procurò una copia del quadro della Gioconda e utilizzando dei cristalli di sale procurò lo sgorgare di lacrime da quella tela, senza rivelare il suo trucco. In seguito anche il giornale britannico The Guardian, nel 2000, ospitò un articolo, a firma di Garlaschelli, contro le presunte lacrimazioni di statuine; il chimico del CICAP ottenne anche una mostra a Londra, nello stesso anno, dove poté esporre tutta la sua fila di statuine piangenti con i suoi trucchi.

## La costruzione del santuario

### La progettazione e l'opposizione
La costruzione di un santuario, dedicato all'evento della lacrimazione, venne ritenuta fin dal principio prioritaria. Nel dicembre 1953, infatti, oltre a riconoscere la lacrimazione, l'episcopato siciliano auspicò la costruzione di un santuario per ricordare l'evento. Pertanto, nel 1954 l'arcivescovo Baranzini decise di costituire un comitato pro erigendo santuario, da lui presieduto. Tra le prime operazioni svolte dal comitato, ebbe luogo la scelta del terreno sul quale far sorgere il tempio mariano, individuato in contrada San Giovanni, nei pressi di piazza della Vittoria. Su quel terreno, il 9 maggio 1954, il cardinale Ernesto Ruffini, arcivescovo di Palermo, benedisse e pose la prima pietra del santuario. L'atto di acquisto fu firmato il 2 febbraio 1955.
Nel medesimo anno, il comitato bandì un concorso internazionale, al quale parteciparono 100 architetti di 27 diverse nazionalità, con il fine ultimo di eleggere il progetto che avrebbe stabilito la forma e l'aspetto dell'erigendo santuario mariano. Nel marzo 1957 ebbe luogo la premiazione e, tra i 13 progetti rimasti ancora in gara, con 10 voti su 11, venne scelto l'elaborato di due giovani architetti francesi: Michel Andrault, nativo di Montrouge, e Pierre Parat, nativo di Versailles, entrambi diplomatisi all'École nationale supérieure des beaux-arts di Parigi. Il loro progetto venne contraddistinto dal motto «Corona con nove raggi bianchi su campo azzurro» (al secondo posto vi giunse un altro disegno di parigini, dal motto «Turris Davidica»). Il progetto prevedeva una basilica superiore e una cripta.
I due architetti francesi dissero che la metafora che voleva trasparire dalla loro costruzione era quella dell'umanità che si eleva verso Dio («l'élévation de l'humanité vers Dieu»). La commissione affermò che «il progetto concilia, con nobile e moderna espressione, fondamentali esigenze», in quanto permette di accogliere un elevato numero di fedeli e poiché «il maestoso elemento verticale partecipa intrinsecamente alla vita del santuario, che si inserisce nel panorama della città».
Ciononostante, il concorso subì l'opposizione e la delusione da parte di molteplici esperti nel campo artistico ed architettonico (chi per non essere stato chiamato per far parte della commissione giudicatrice, nonostante i propri meriti, chi per aver visto il proprio progetto scartato). Il santuario subì inoltre opposizione da parte del ministero della pubblica istruzione e da parte della soprintendenza alle antichità, in quanto la mole del santuario, secondo quanto previsto dal progetto, avrebbe minato il panorama della città e la zona monumentale del teatro greco e della Neapolis. Ciò si trasformò in divieto formale, mediante un decreto ministeriale che metteva sotto vincolo l'area destinata alla costruzione del santuario. 
Il decreto suscitò sconcerto negli ambienti ecclesiastici e venne subito impugnato, con un ricorso. Il ministero, allora, propose un sensibile abbassamento dell'altezza del tempio e uno studio per misurarne l'incidenza nella zona e nel panorama. Gli architetti quindi inviarono altri due progetti, rispettivamente con l'altezza ridotta di 20 e di 40 metri. Il primo di questi ultimi fu quello effettivamente realizzato, in quanto rispettava le indicazioni del ministero, senza ridurre troppo la mole e sminuire il progetto originale. Il santuario avrebbe infine sfiorato i 103 metri d'altezza, con un diametro di 71 metri.

### Il prosieguo dei lavori e la consacrazione

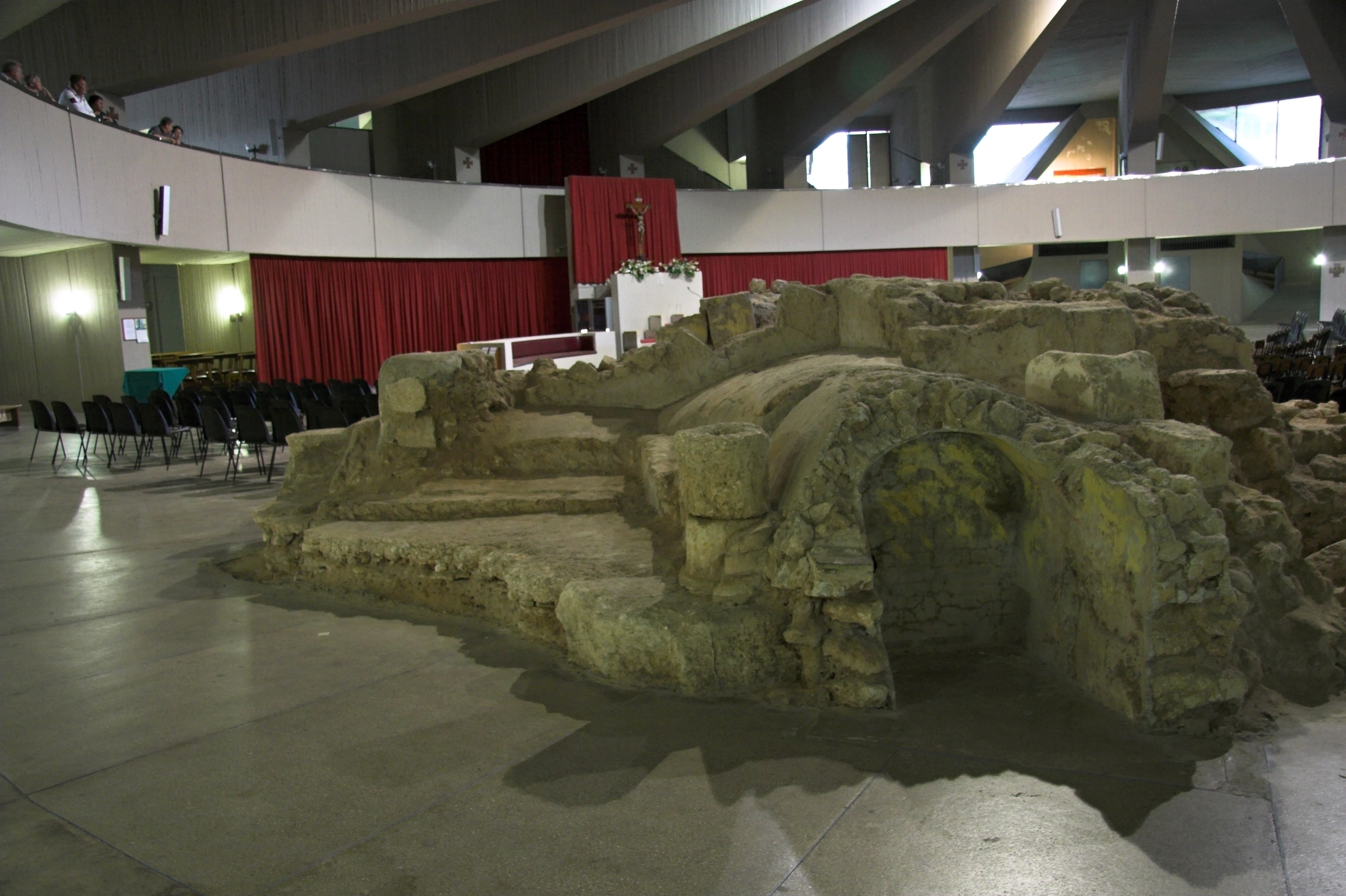
La cripta del santuario e l'antico ipogeo rinvenuto durante gli scavi

Giovanni Paolo II al santuario della Madonna delle Lacrime durante la consacrazione del 6 novembre 1994

L'opposizione alla sua forma e alla sua estensione, contribuì a rallentarne la realizzazione. Ciononostante, il 25 gennaio 1964 l'arcivescovo Baranzini affidò all'ingegnere romano Riccardo Morandi l'incarico di predisporre i calcoli e il progetto esecutivo del santuario.
I lavori poterono iniziare solo nel 1966 e furono caratterizzati, in primo luogo, dalla realizzazione della cripta, che venne consacrata dal neo arcivescovo Giuseppe Bonfiglioli il 29 agosto 1968, nel quindicesimo anniversario della lacrimazione, e sul cui altare maggiore venne posto il quadretto miracoloso, traslato dal santuario provvisorio di piazza Euripide. Il 1º settembre successivo, nel giorno della memoria liturgica siciliana della Madonna delle Lacrime, la cripta fu inaugurata dal cardinale Francesco Carpino, arcivescovo di Palermo.
Durante gli scavi della cripta artificiale vennero riscoperti numerosi reperti archeologici: ci si rese conto, che in quella medesima area, sorgevano un tempo altri ambienti scavati dall'uomo e sacri per le antiche culture che popolarono la città in epoca greca e romana. Venne difatti alla luce un tempio, dedicato a Demetra e Persefone (due divinità femminili che ebbero un importante culto a Syrakousai), inoltre, la cripta inglobò tra le sue mura un ipogeo d'epoca bizantina, sotto al quale si trovavano degli inaccessibili ambienti greco-romani e un corso d'acqua sotterraneo. Proprio il flusso d'acqua dolce che scorre al di sotto della cripta, si sarebbe rivelato, nel futuro, motivo di continui allagamenti per il santuario.
Nel febbraio 1987 furono iniziati i lavori di sopraelevazione per la realizzazione della basilica superiore. Essa fu consacrata e inaugurata da Giovanni Paolo II il 6 novembre 1994, in occasione della sua visita pastorale a Siracusa. Il quadretto del Cuore Immacolato di Maria fu dunque traslato dall'altare maggiore della cripta a quello della basilica, dove è ancora oggi custodito ed esposto alla venerazione dei fedeli.
Nel 2002 Giovanni Paolo II lo ha elevato alla dignità di basilica minore. Nel 2019 la Conferenza Episcopale Siciliana lo ha eretto a santuario regionale.
Il 1º settembre 2024 il santuario è stato visitato dall'allora cardinale Robert Francis Prevost, O.S.A., oggi papa Leone XIV.

## Il reliquiario

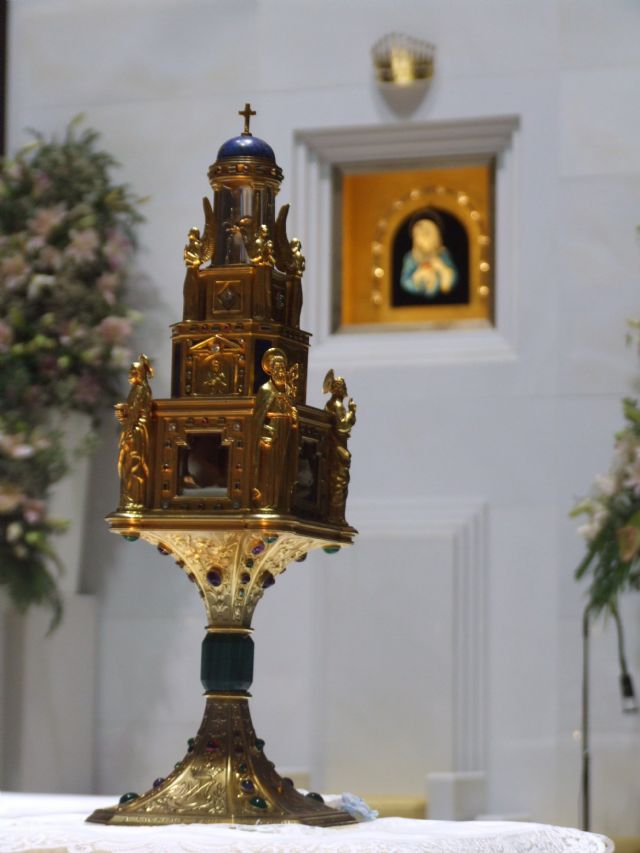
Il reliquiario della Madonna delle Lacrime di Siracusa

All'interno del santuario, è custodito il reliquiario, il quale contiene, come testimonianza più importante, alcune lacrime prelevate dall'effigie mariana e contenute in una fiala. L'autore del cimelio è stato il siracusano Biagio Poidimani, professore all'Accademia delle belle arti di Roma. Il reliquiario fu sigillato l'8 maggio del 1954 e una pergamena ne attesta l'autenticità. 
Il custode del reliquiario corrisponde alla figura dell'arcivescovo metropolita di Siracusa. 
Esso mostra una base ottagonale sulla quale vi è incisa un'iscrizione in latino, relativa alle lacrime, e vi si trovano incastonati il monogramma di Maria, lo stemma di Ettore Baranzini, arcivescovo di Siracusa, e i due simboli mariani della Stella matutina e della Turris eburnea.
Al di sopra dell'impugnatura, l'oggetto sacro è composto da tre piani: nel piano inferiore vengono custoditi parte di un panno ricamato da Antonina Giusto, la quale lo adoperò per coprire, custodire e asciugare il quadretto (poiché era spesso bagnato dalle lacrime) e la metà di un fazzoletto donato da una delle primi testimoni, la signora Lisetta Toscano Piccione, impregnato pure esso di quelle lacrime. Vi si trovano inoltre alcuni batuffoli di cotone e la provetta nella quale fu riposto il liquido prelevato dagli occhi dell'effigie mariana da parte della commissione scientifica. 
Le quattro statue scolpite agli angoli del piano più basso raffigurano: Santa Lucia, patrona della città di Siracusa; San Marciano, il primo vescovo della città; i Santi Pietro e Paolo, colonne portanti della Chiesa, legati alla storia della prima comunità cristiana a Siracusa.
Nel piano mediano, sono raffigurati quattro pannelli che ricordano le tappe più importanti del prodigio: il quadretto mariano, la lacrimazione nella camera da letto dei coniugi Iannuso, l’esposizione del quadretto in via degli Orti e il quadretto posto in piazza Euripide, che per molti anni fu il suo primo santuario all’aperto.
Infine, nel piano superiore, vi è l'urna di vetro in cui è stata posta la fiala contenente le ultime lacrime rimaste dopo l’indagine scientifica. Quattro angeli, raffigurati ai lati, la custodiscono.
Su richiesta, il reliquiario raggiunge in missione altre comunità ecclesiali dell'Italia e dell'estero. Il reliquiario viene sempre accompagnato da un sacerdote e da laici del santuario.